# Corruption totale

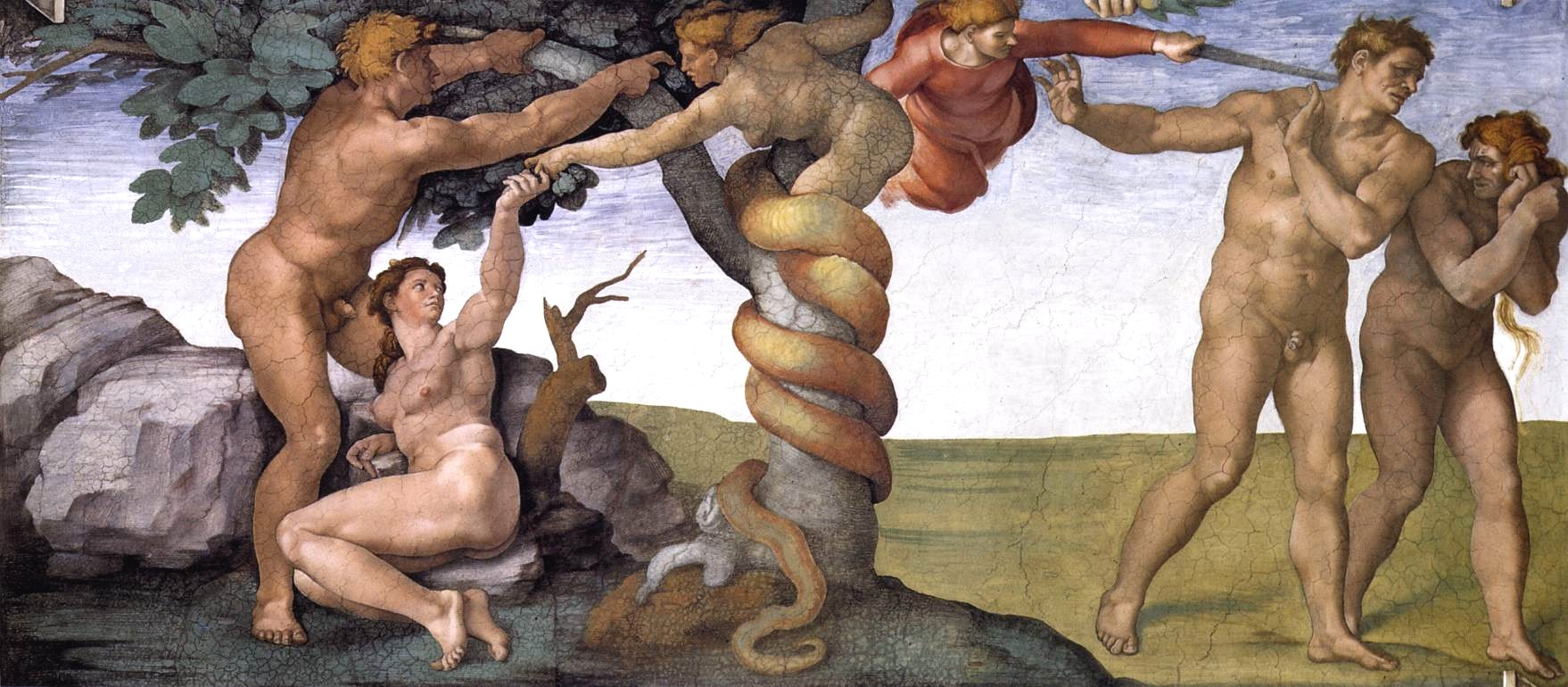
Cette fresque de Michel-Ange dans la chapelle Sixtine dépeint l'expulsion d'Adam et Ève du jardin d'Éden après qu'ils ont commis le péché de manger du fruit de l'arbre de la connaissance du bien et du mal.

La dépravation totale, ou corruption totale, est une doctrine théologique chrétienne sur le péché originel formulée initialement par Augustin d'Hippone. Il s'agit de l’enseignement selon lequel, à la suite de la chute de l’homme, toute personne née dans le monde est réduite à l'esclavage du péché en raison de sa nature déchue et, sans la grâce de Dieu, elle est absolument incapable de choisir de suivre Dieu, de s’abstenir du mal ou d’accepter le don du salut tel qu’il est offert.
Cette doctrine est adoptée à des degrés divers par de nombreuses confessions de foi protestantes, comme ceux de certains synodes luthériens, et calvinistes,,,. En outre, elle est présente dans l'anglicanisme et le jansénisme qui a aussi intégré une partie de cet enseignement. Les arminiens, qu'on trouve par exemple chez les méthodistes, enseignent la doctrine de la dépravation totale, mais avec certaines particularités,. La différence essentielle entre la dépravation totale enseignée par Calvin et Arminius réside dans le mode d'action de la grâce qui est décrit respectivement par la grâce irrésistible et la grâce prévenante.

## Histoire
En opposition à Pélage, qui croyait qu'après la chute, les hommes peuvent choisir de ne pas pécher, Augustin d'Hippone soutint que, depuis la chute, toute l'humanité a été asservie au péché par sa propre faute. Les hommes sont inévitablement prédisposés au mal avant de faire le moindre choix, et sont incapables de ne pas pécher. Le libre arbitre n’est pas enlevé pour ce qui est du pouvoir de choisir entre différentes alternatives, mais les hommes sont incapables de faire ces choix en vue de servir Dieu mais plutôt en vue de se servir eux-mêmes. Thomas d’Aquin a aussi enseigné que les hommes ne peuvent pas éviter le péché après la chute et que cela implique une perte de la pureté originelle vis-à-vis du péché, ainsi que la concupiscence et le désir égoïste. Jean Duns Scot, cependant, adopta une interprétation légèrement différente, en cela que pour lui le péché entraîna uniquement la perte de la pureté originelle vis-à-vis du péché. Au cours de la réforme protestante, les réformateurs ont considéré la position de Scot comme la position catholique et ont soutenu qu'elle ne faisait du péché qu'un vice ou qu'une privation de la justice plutôt qu'une inclination vers le mal. Martin Luther, Jean Calvin et d'autres réformateurs ont utilisé le terme de « dépravation totale » pour exprimer ce qu'ils considéraient être la vision augustinienne selon laquelle le péché corrompt la nature humaine tout entière. Cependant, cela ne signifiait pas la perte de l'imago Dei (image de Dieu). Matthias Flacius Illyricus fut le seul théologien à affirmer que l'imago Dei elle-même avait été enlevée et que la substance même de l'humanité déchue était un péché. Ce point de vue a été rejeté dans la Formule de Concorde.
Jean Calvin utilisa des termes tels que « dépravation totale » pour signifier que, malgré la capacité des gens à respecter la loi divine, il restait une déformation intérieure rendant désagréables à Dieu les actions humaines, qu'elles soient bonnes ou mauvaises. Même après la régénération, chaque action humaine est mêlée au mal. Plus tard, les théologiens calvinistes furent d'accord sur ce point, mais le langage des canons de Dort et des théologiens réformés du XVIIe siècle qui le suivirent ne reprirent pas le langage de « dépravation totale » et offrirent sans doute une vision plus modérée de l'état de l'humanité déchue que celle de Calvin.
L'arminianisme accepte également une doctrine de dépravation totale, bien que non identique à la position calviniste. La dépravation totale a été affirmée par les cinq articles de remontrance, par Jacobus Arminius lui-même et par John Wesley, qui s'est fortement identifié à Arminius par la publication de son périodique The Arminian et a également préconisé une doctrine forte de l'incapacité. Le Methodist Quarterly Review indique que :  
« Il n'est pas suffisamment su, à notre avis, que les méthodistes - les véritables arminiens actuels - ne souscrivent pas entièrement à cette conception de la dépravation. En ce qui concerne ce qui a été dit, en tant que conception calviniste de la dépravation totale de notre nature, nous l'acceptons de tout notre cœur, avec les exceptions suivantes : Nous ne pensons pas que tous les hommes continuent à être totalement dépravés jusqu'à leur régénération. Deuxièmement. Nous pensons que l'homme, dans l'expiation, n'est pas, à proprement parler, dans un son état naturel. Celui-ci n'est pas abandonné aux maux non atténués de la dépravation totale. L’expiation a non seulement assuré sa grâce, mais a assuré une mesure en lui, par laquelle il acquiert une lumière morale, mais aussi par laquelle il est souvent incité à avoir de bons désirs et à fournir des efforts bien intentionnés pour faire ce qui est perçu comme la volonté divine.»
Certains théologiens réformés ont utilisé à tort le terme « arminianisme » pour inclure ceux qui soutiennent la doctrine semi-pélagienne de la dépravation limitée, qui permet de créer dans le cœur humain un «îlot de justice» non corrompu par le péché et capable d'accepter l'offre de salut de Dieu sans dispense spéciale de grâce. Bien qu'Arminius et Wesley aient rejeté avec véhémence ce point de vue, il a parfois été confondu avec le leur, en particulier par les calvinistes, en raison d'autres similitudes entre leurs systèmes respectifs, tels que l'élection conditionnelle, l'expiation illimitée et la grâce prévenante. Certains considèrent en particulier que la grâce prévenante redonne à l'homme la possibilité de suivre Dieu.

## Théologie
L’expression « dépravation totale », telle qu’elle est comprise en langage courant, masque les problématiques théologiques en cause. On ne peut, simplement en considérant ces deux mots, conjecturer sur l’ampleur de la dépravation de l’humanité. Par exemple, les théologiens réformés et luthériens n'ont jamais considéré les humains comme dépourvus de bonté ou comme incapables de faire le bien extérieurement à la suite de la chute. Ils considérèrent que les hommes conservent l’imago Dei, bien que déformée.
La dépravation totale est l'état déchu des êtres humains à la suite du péché originel. La doctrine de la dépravation totale affirme qu'à la suite de la chute, les hommes ne sont pas enclins ni même capables d’aimer Dieu de tout leur cœur, leur esprit et leur force, mais sont plutôt enclins, par nature, à servir leur volonté et leur désir et à rejeter sa volonté. Même la religion et la philanthropie sont mauvaises aux yeux de Dieu parce qu'elles proviennent d'un désir humain égoïste et ne sont pas faites pour la gloire de Dieu. Par conséquent, dans la théologie réformée, si Dieu veut sauver quelqu'un, il doit le prédestiner, l'appeler ou l'élire au salut car l'homme déchu ne veut pas, et est effectivement incapable de le choisir. Cependant, dans la théologie arminienne, la grâce prévenante (ou «grâce habilitante») permet aux hommes, malgré la dépravation totale, de répondre au salut offert par Dieu en Jésus-Christ.
La dépravation totale ne signifie pas que les hommes aient perdu une partie de leur humanité ou qu'elle se soit détériorée ontologiquement. Tout comme Adam et Eve ont été créés avec la capacité de ne pas pécher, les hommes conservent cette capacité essentielle de pécher ou de ne pas pécher, même si certaines propriétés de leur humanité sont corrompues. Cela ne signifie pas non plus que les hommes sont aussi méchants que possible. Cela signifie plutôt que même l'intention d'une personne de faire le bien est erronée dans ses prémisses, erronée dans ses motivations et impuissante dans sa mise en œuvre; et qu'il n'existe aucune amélioration possible des capacités naturelles qui puissent corriger cette condition. Ainsi, même les actes de générosité et d’altruisme sont en réalité des actes égoïstes déguisés. Tout bien, par conséquent, provient fondamentalement de Dieu seul et nullement de l'humanité.
L'emprise totale du péché telle qu'enseignée par la doctrine de la dépravation totale met en évidence pour les hommes, le besoin criant de Dieu. Toutes les parties individuelles d'une personne ont besoin de la grâce, et toute personne a besoin de la grâce, aussi pieuse puisse-t-elle paraitre.
Il est important de comprendre la portée de la « dépravation totale » de l'humanité pour comprendre le débat calviniste-arminien. Comme indiqué, les deux points de vue affirment la dépravation totale; le point de démarcation réside dans l'action qui doit être entreprise par Dieu pour atteindre l'humanité dans son état déchu et dépravé. Dieu accorde-t-il à l'humanité la grâce de répondre à son offre de salut, afin que tous puissent croire (comme l'a enseigné Arminius)? Ou bien la grâce de Dieu doit-elle être irrésistible pour atteindre l'humanité, de sorte qu'il soit impossible à quiconque d'être sauvé à moins que Dieu ne présente d'abord sa grâce irrésistible (comme Calvin l'a enseigné)? Dit de cette manière, il n’y a pas de différence substantielle entre la dépravation totale adoptée par les calvinistes et les arminiens; les deux s'accordent pour dire que l'humanité est dans un état de dépravation qui les empêche de répondre à Dieu. Par contre, les deux groupes ont une croyance différente en ce qui concerne la grâce que Dieu accorde à l'humanité en réponse à la dépravation totale. Calvin a enseigné la grâce irrésistible; Arminius a enseigné la grâce prévenante.

## Perspectives catholiques et orthodoxes
L’Église catholique soutient que l’homme ne peut pas « être justifié devant Dieu par ses propres œuvres, [...] sans la grâce de Dieu par Jésus-Christ », rejetant ainsi le pélagianisme conformément aux écrits d'Augustin et du Deuxième Concile d'Orange (529). Cependant, même les stricts catholiques augustiniens ne sont pas d'accord avec la doctrine protestante. Se référant à l’Écriture et aux pères de l’Église, le catholicisme considère que le libre arbitre de l’homme découle de l’image de Dieu, parce que les êtres humains sont créés à l’image de Dieu. Ainsi, le Concile de Trente, à sa sixième session (Janvier 1547), condamna comme une hérésie toute doctrine affirmant que « depuis le péché d'Adam, le libre arbitre de l'homme est perdu et éteint ».
L'Église orthodoxe embrasse la position « semi-augustinienne » de Jean Cassien et défend également celle d'Augustin d'Hippone au sujet de cette doctrine. Seraphim Rose, par exemple, soutient qu'Augustin n'a jamais nié le libre arbitre de chaque être humain et qu'il n'a donc jamais enseigné la dépravation totale. De même, l'archevêque Chrysostome II de Chypre a affirmé que l'enseignement d'Augustin a pu être déformé dans le christianisme occidental pour produire une vue théologique innovante, et que ceci ne serait pas dû à Augustin.